# Norbert Lennartz
Norbert Lennartz (* 1963 in Köln) ist ein deutscher Anglist und Literaturwissenschaftler.

## Leben
Nach dem Studium (1985–1992) der Anglistik, Komparatistik und Germanistik an der Rheinischen Friedrich-Wilhelms-Universität in Bonn war er von 1995 bis 1999 Dozent für Englische Übersetzung am Studiengang für Übersetzen an der Universität Bonn, bevor er in die Englische Literaturwissenschaft wechselte. 1992 erhielt er als bester MA-Absolvent der Universität Bonn den Queen's Prize aus der Hand der damaligen Königin Elizabeth II.
Nach der Promotion 1998 zum Dr. phil. in Bonn war er von 1999 bis 2002 wissenschaftlicher Mitarbeiter am Englischen Seminar der Universität Bonn. Nach der Habilitation 2003 an der Universität Bonn vertrat er W2/W3-Professuren in Saarbrücken, Stuttgart, Hannover, Würzburg und Passau, bevor er 2011 auf die W3-Professur Anglistische Literaturwissenschaft an der Universität Vechta berufen wurde.
Zu seinen präferierten Forschungs- und Lehrfeldern zählen die englische Romantik (vor allem Lord Byron), das Vikorianische Zeitalter (Charles Dickens und Oscar Wilde) und Fin de Siècle sowie der Modernismus in den Werken James Joyce’ und D.H. Lawrences. Im Rahmen der comparative arts beleuchtet Lennartz immer wieder die wechselseitigen Wirkungen von Literatur und bildender Kunst.
2022 nahm Lennartz eine Gastprofessur an der Universität Parma wahr.

## Schriften (Auswahl)
- Absurdität vor dem Theater des Absurden. Absurde Tendenzen und Paradigmata untersucht an ausgewählten Beispielen von Lord Byron bis T. S. Eliot. Trier 1998, ISBN 3-88476-319-9.
- „My unwasht muse“. (De-)Konstruktionen der Erotik in der englischen Literatur des 17. Jahrhunderts. Tübingen 2009, ISBN 978-3-484-42141-7.
- Lord Byron and Marginality, ed. Norbert Lennartz. Edinburgh: Edinburgh University Press, 2018.
- The Lost Romantics: Forgotten Poets, Neglected Works and One-Hit Wonders, ed. Norbert Lennartz. Cham: Palgrave-Macmillan, 2020.
- Ästhetik(en) der Pornographie: Darstellungen von Sexualitäten im Medienvergleich, ed. Norbert Lennartz und Jonas Nesselhauf. Baden-Baden: Nomos, 2021.
- 'Cologne' The Palgrave Encyclopaedia of Literary Urban Studies, ed. Jeremy Tambling. Cham: Palgrave-Macmillan, 2022, 433-40.
- Tears, Liquids and Porous Bodies in Literature Across the Ages: Niobe's Siblings. London: Bloomsbury, 2022.
- 'In Pursuit of the Stony Guest: Byron's Don Juan and the Modern Concept of Revenge' Romanticism (2022) 28:60-71.
- 'The Body and the Sublime' The Cambridge Companion to the Romantic Sublime, ed. Cian Duffy. Cambridge: Cambridge University Press, 2023, 66–77.